# 大王当て
大王当て（だいおうあて）とは、津軽地方のくじ付きの練り切りである。

## 概要
閻魔大王が描かれた台紙からくじを1枚はがすと、その結果に応じた大きさの練り切りがもらえる。くじは「大王」「親」「子」の3種類で、「大王」は大きいサイズ、「親」は中サイズ、「子」は小サイズの練り切りがもらえる。

## 沿革
大王当てをはじめとする「津軽当物駄菓子」は、正月やお盆など大勢の人が集まった時の盛り上げ役として、昔から津軽の住民にとって欠かせないものだったと言われており、昭和初期から戦前にかけて「町の駄菓子屋さんならどこでも売られていた」という。ただし、駄菓子屋の減少とともに大王当ての楽しみ方も変化し、子どもたちが店で1回10円程度のくじを引くスタイルから、一般店舗で購入して家族や親戚が家庭で楽しむスタイルになった。また、昔を懐かしむ30代から60代による「大人買い」が行われるようになったという。
昭和30年代は複数の会社がさまざまな津軽当物を製造し、ピークを迎えた。各社は様々な木型を作成したほか、閻魔大王の代わりに干支を描くなど台紙にも工夫を凝らし、人気を競ったものの、次第に姿を消していった。大王当てのメーカーの1つであった佐藤製菓はこれに危機感を抱き、子どもにとってさらに魅力的なあんドーナツが当たる「イモ当て」を昭和40年頃に開発。すると、津軽の大王当てが浸透しなかった「あん玉」文化の青森市周辺でも、イモ当てが人気を博した。スーパーマーケット研究家の菅原佳己は、このイモ当ての成功によって佐藤製菓は生き残ることができたと指摘している。
2023年時点で、佐藤製菓は大王当てを製造する唯一のメーカーである。同社の佐藤力雄は『弘前経済新聞』の取材に対し、津軽の伝統的な当物駄菓子をこれからも残していきたいとの思いから、積極的にイベントに出店したり、ホームページを開設したり、大王のイラストの商標登録をしたりしていると述べている。また、2020年には新型コロナウイルスで弘前さくらまつりや弘前ねぷたまつりが中止となり、販売できる機会を失ったことを受けて、工場内に直営所を設置した。

## 製法
練り切りは、いんげん豆、砂糖、水あめを練った白あんを木型に詰めて作られるが、木型は花形のものをはじめ、様々な種類がある。佐藤製菓の佐藤力雄代表は、各社が作成した木型やくじの台紙について「おのずから世相を物語る。円形にくりぬいた東アジアの地図に『大日本』『満州』と文字を刻んだ木型は戦前に使われたものだろう。鉄腕アトムや鉄人28号などのキャラクターをかたどった型からは、当物が盛んで業者の競合が激しかった昭和30-40年代、子供たちの関心を引こうと新しい型が次々作られた様子がうかがえる」と述べている。また、菅原佳己はこうして作られた大王当ての練り切りについて「大王とも駄菓子とも呼ぶのが忍びないほど美しい」「地獄とはまるで逆の、美しい花をかたどった優美な和菓子」と評している。

## 文化的背景
閻魔大王が用いられる事情については、佐藤製菓の佐藤力雄代表が『日本経済新聞』紙上で「当地の歴史が関係しているように私は思う。近隣には閻魔様をまつる寺社が複数あり、津軽出身の太宰治の作品にも、女中のたけから寺の地獄絵図をもって道徳を教えられたとの記述がある。地獄の閻魔大王は子供たちの教育においてよく知られた存在で、ごまかしのきかないくじの見張り番にふさわしいと連想が働いたのではないだろうか」と述べているほか、菅原佳己も「津軽地方では、昔から子どもの道徳教育に、寺に伝わる『地獄絵図』を使う文化がありました」と指摘している。